# Maliattha subterminalis
Maliattha subterminalis är en fjärilsart som beskrevs av W. Warren 1913. Maliattha subterminalis ingår i släktet Maliattha och familjen nattflyn. Inga underarter finns listade i Catalogue of Life.